# 眠れる美女
『眠れる美女』（ねむれるびじょ）は、川端康成の中編小説。全5章から成る。「魔界」のテーマに連なる川端の後期を代表する前衛的な趣の作品で、デカダンス文学の名作と称されている。すでに男でなくなった有閑老人限定の「秘密くらぶ」の会員となった老人が、海辺の宿の一室で、意識がなく眠らされた裸形の若い娘の傍らで一夜を過ごす物語。老いを自覚した男が、逸楽の館での「眠れる美女」のみずみずしい肉体を仔細に観察しながら、過去の恋人や自分の娘、死んだ母の断想や様々な妄念、夢想を去来させるエロティシズムとデカダンスが描かれている。第16回（1962年度）毎日出版文化賞を受賞した。
これまで日本で2度、海外で3度（フランス、ドイツ、オーストラリア）映画化された。

## 発表経過
1960年（昭和35年）、雑誌『新潮』1月号（第57巻第1号）から6月号までと、翌年1961年（昭和36年）1月号から11月号（第58巻第11号）まで、合間に約半年のブランクを挟んで連載された。17回にわたる連載ながら全量は中編で、各回は原稿用紙平均10枚程度のものだった。
連載6回目と7回目の間の空白休止期間は、アメリカ国務省の招きによる渡米と、ブラジル・サンパウロでの国際ペンクラブ大会出席などの多忙が一因とみられる。連載終了後は、内容に沿って全体を5話の構成で章分けし、同年11月30日に新潮社より単行本刊行された。
翻訳版はエドワード・サイデンステッカー訳の英語（英題：House of the Sleeping Beauties）をはじめ、中国語（中題：眠美人）、フランス語（仏題：Les Belles Endormies）、スペイン語（西題：La Casa de las Bellas Durmientes）、イタリア語（伊題：La Casa delle Belle Addormentate）、ドイツ語（独題：Die schlafenden Schonen）など世界各国で出版されている。

## あらすじ
江口老人は、友人の木賀老人に教えられた或る宿を訪れた。その海辺に近い二階立ての館には案内人が中年の女1人しかいなかった。江口老人は「すでに男でなくなっている安心できるお客さま」として迎えられ、二階の八畳で一服する。部屋の隣には鍵のかかる寝部屋があり、深紅のビロードのカーテンに覆われた「眠れる美女」の密室となっていた。
そこは規則として、眠っている娘に質の悪いいたずらや性行為をしてはいけないことになっており、会員の老人たちは全裸の娘と一晩添寝し逸楽を味わうという秘密のくらぶの館だった。江口はまだ男の性機能が衰えてはいず、「安心できるお客さま」ではなかったが、そうであることも自分でできた。
眠っている20歳前くらいの娘の初々しい美しさに心を奪われた江口は、ゆさぶっても起きない娘を観察したり触ったりしながら、昔の若い頃、処女だった恋人と駆け落ちした回想に耽り、枕元の睡眠薬で眠った。
半月ほど後、江口は再び「眠れる美女」の家を訪れた。今度の娘は妖艶で娼婦のように男を誘う魅力に満ちていた。江口は禁制をやぶりそうになったが、娘の処女のしるしを見て驚き、純潔を汚すのを止めた。まぶたに押し付けられた娘の手から椿の花の幻を見た江口は、嫁ぐ前に末娘と旅した椿寺のことを思い出す。2人の若者が末娘をめぐって争い、その1人に末娘は無理矢理に処女を奪われたが、もう1人の若者と結婚したのだった。
8日後、3回目に宿を訪れて添寝した「眠れる美女」は、16歳くらいのあどけない小顔の少女だった。江口は娘と同じ薬をもらって、自分も一緒に死んだように眠ることに誘惑をおぼえた。老人に様々な妄念や過去の背徳を去来させる「眠れる美女」は、遊女や妖婦が仏の化身だったという昔の説話のように、老人が拝む仏の化身ようにも江口には思われた。
次に訪れて添寝した娘は整った美人ではないが、大柄のなめらかな肌で寒い晩にはあたたかい娘だった。江口の中で再び「眠れる美女」と無理心中することや悪の妄念が去来した。5回目に江口が宿を訪れたのは、正月を過ぎた真冬の晩だった。狭心症で突然死した福良専務もこの「秘密くらぶ」の会員だったことを、江口は木賀老人から聞いていた。福良専務は世間では温泉宿で死んだことになっていた。宿の中年女はその遺体を運び擬装したことを江口に隠さなかった。
その晩、江口の床には娘が2人用意されていた。色黒の野性的な娘と、やわらかなやさしい色気の白い娘に挟まれて、江口は、白い娘を自分の一生の最後の女にすることを想像した。江口は自分の最初の女は誰かとふと考え、なぜか結核で血を吐き死んでいった母のことを思い出した。深紅のカーテンが血の色のように見えた江口は、睡眠薬の眠りに落ちていった。
母の夢から醒めると、色黒の娘が冷たくなり死んでいた。江口は眠っている間に自分が殺したのではないとふと思い、ガタガタとふるえた。宿の中年女は医者も呼ばず平然と対処し、「ゆっくりとおやすみなさって下さい。娘ももう1人おりますでしょう」と言って、眠れないと訴える江口に白い錠剤を渡した。白い娘の裸は輝く美しさに横たわっているのを江口は眺めた。死んだ黒い娘を温泉宿へ運び出す車の音が遠ざかった。

## 登場人物
江口由夫
67歳。老妻と暮らしている。嫁いだ娘が3人いて、それぞれの娘は孫を産んでいる。独身の若い頃に駆け落ちまでした恋人がいた。結婚後も芸者の愛人、人妻との不倫などがあった。17歳の時に母親を結核で亡くす。
宿の女
40代半ば。小柄で声が若い。わざとのようにゆるやかな物言い。薄い唇を開かぬほど動かし、相手の顔をあまり見ない。相手の警戒心をゆるめる黒の濃い瞳。警戒心のなさそうな、ものなれた落ち着きがある。
第一夜の娘
20歳前くらいの初々しい美しい娘。化粧荒れしていない眉。自然に長い髪。江口に乳呑児の匂いや、独身時代の恋人を思い出させる。
第二夜の娘
妖艶で、眠っていても娼婦のように男を誘う妖しさの娘。えりあしの髪を短くし、上向けに撫でそろえた髪型。前髪は自然に垂らしている。豊かな乳房。よく寝言を言ったり寝返りしたり動きが多い。「お母さん」と寝言を言う。江口は処女のしるしを見る。
第三夜の娘
16歳くらいのあどけない小顔の少女。宿の女が「見習いの子」と称する新人。おさげ髪をほどいたような髪。手入れしていない眉。長い睫毛。江口に3年前付き合っていた細身の人妻と、中年頃にあった14歳の娼婦を思い出させる。
第四夜の娘
大柄で太い首の娘。なめらかで吸いつくような肌があたたかい。整った美人ではなく、鼻の低い丸い頬の可愛い娘。低くひろがった乳房。
第五夜の娘
元気な寝相で、わき臭のややある黒光りの野性的な娘と、やさしい色気の骨細のきれいな白い娘の2人。色黒の娘は、乳かさが大きく紫黒く、長い指で長い爪で細い金のネックレスを付けている。白い娘は、乳房は小さいが円く高く、腰のまるみも同じような形で、細く長い首と美しい形の鼻。
木賀老人
江口の友人。江口に「秘密のくらぶ」を紹介した老人。会員だった福良専務の突然死のことを江口に教える。

## 作品背景
『眠れる美女』の初版刊行の4か月ほど後、川端は睡眠薬の服用が高じ、1962年（昭和37年）2月には、禁断症状を起して入院しており、数日間意識不明の状態が続いた。このことから、『眠れる美女』の執筆中の川端の「内的作業」とその深部に、薬の影響が絡んでいることが推察され、それが一種の魔界を顕現させているこの時期の作品群（『片腕』など）に反映されていることが鑑みられている。

## 作品評価・研究
※川端康成の作品や随筆内からの文章の引用は〈　〉にしています（論者や評者の論文からの引用部との区別のため）。
『眠れる美女』は、『古都』や『千羽鶴』などの伝統的な日本の美を基調とした作品とはやや趣が異なる、前衛的幻想的な作風で、川端後期を代表する作品として総体的に評価が高い。また「老人の性」を描いたものとして、谷崎潤一郎の『瘋癲老人日記』とも比較されることが多い。
海外でも注目されており、コロンビアのノーベル文学賞作家ガルシア・マルケスは、この作品に触発されて、エッセイ『眠れる美女の飛行』（1982年）を書き、長編小説『わが悲しき娼婦たちの思い出』（2004年）を書いている。また、台湾の作家・李昂 (小説家)が『眠れる美男』というオマージュ作品を書いており、日本語訳が2020年（令和2年）に出版されている。
江藤淳は、作品に漂う「異常にエロティックな雰囲気」は「ほとんど息苦しい位である」とし、同じ老人の官能をテーマにした谷崎潤一郎の『瘋癲老人日記』に比して『眠れる美女』は明らかに「非小説的な世界」の上に作り上げられ、匂いや触覚が過去を現前させる点はプルーストの『失われた時を求めて』のマドレーヌの挿話を想起させ、また前衛的でもあるとしつつも、そこにはプルーストのような「『見出された時』を求めようとする意志」が欠け、むしろ「意志の放棄によって成立しているという点で、これはほとんど反・小説的な作品である」と評している。そして作品から感じられる「美的効果」に近いものを「リズムという要素が能う限り稀弱になった十二音音楽というようなもの」と江藤は表現し、『山の音』や『みづうみ』同様に「老人の女体への憧憬」がもっぱら「感覚のゆらぎ」として歌われる『眠れる美女』ではその感覚の「衰弱と荒廃」を「美に仕立てあげようとする詭計」が辛くも功を奏しているとしている。
エドワード・G・サイデンステッカーや三島由紀夫は『眠れる美女』を「文句なしに傑作」と呼び、この作評がその後の文芸論評で多く引用されることが多い。三島は、「形式的完成美を保ちつつ、熟れすぎた果実の腐臭に似た芳香を放つデカダンス文学の逸品である」、「デカダン気取りの大正文学など遠く及ばぬ真の頽廃が横溢してゐる」と高く評価をし、川端の中編のうち、最も「構造布置」の整った作品で、後期を代表するものだとしている。
そして三島は、「秘密クラブの密室に終始する」という作品世界自体に、「精神の閉塞状態」が象徴され、川端の「地獄」に慄然としたとしつつも、そうした極端な形で表現されてはいるが、その主題は川端文学全般に通底し、『禽獣』の「愛の形」も、以前から見られた「少女嗜好」も、『眠れる美女』に「帰着すべきもの」だったとし、川端文学では処女も小鳥も犬も、自らは語り出さず、「絶対に受身の存在の純粋さ」を帯びていると説明しながら、以下のようにそのエロスの構造を解説している。
そしてこういった「実在と観念との一致を企むところに陶酔を見出してゐる」状態は、性欲が「純粋性慾」に止まり、「相互の感応」を前提とする「愛」から最も遠いため、ローマ法王庁（カトリック教会）が最も嫌う「邪悪」となるはずだが、その概念に反し、最後に宿の女が、「この家には、悪はありません」と断言することで、川端の考える〈悪〉が何であるかが「朧ろげに泛ぶ」と三島は考察し、その川端的概念に従い、「眠れる美女の世界は、無力感によつて悪から隔てられてゐる」と考えれば、川端の規定する〈悪〉が、「活力が対象を愛するあまり滅ぼし殺すやうな悪」「すべての人間的なるものの別名」であることが判り、これと「反対方向の世界」に魅せられ、川端と同じくらいの厭世家の作家が、『カルメン』の作者メリメであるとして、その〈悪〉の意味の相関関係を指摘している。
上田渡は、江口が〈最初の女は母だ〉とひらめく場面に触れ、少年・江口が瀕死の母の胸をなでたとたんに、母が多量の血を吐き絶命したことが罪悪感として江口老人の潜在意識の残ったとし、「性的回想が母に還元されていき、〈最初の女は母だ〉という結論に到達した時、それは母の死に直結していく」と解説している。そして、江口が現実に母と近親相姦の関係を持ったわけでないが、死の床の母の胸をなでた時の「江口の心理状態」は「母を犯した」ことと同義であるとしつつ、江口が〈右と左との娘のちぶさにたなごころをおいた〉時に母の胸をなでたことを思い出すのは、「胸にふれる行為が娘と母を結びつけている」と考察している。
春木奈美子は、江口が母の夢の中で見た赤いダリアのような花に囲まれた家や、深紅のカーテンに囲まれた部屋は、「母胎内の暗喩」だとし、「世界と私との接続点、生の起点が、女性の身体というトポスを間借りして現れる」と考察している。
そして春木は、「性の中に漂う死の匂い」に惹きつけられる江口が、最後には、死に取り残されることを鑑み、「死は、誰ひとり追いついてくる者もいないほの暗し、地帯」であり、「われわれを惹きつけると同時に跳ね除けるもの」だと解説しつつ、「深紅のビロードのカーテンの部屋にも、赤い花の家にも、歓待はない」としている。
深澤晴美は、佐川一政が画家・ギュスターヴ・クールベの『眠り』（白い娘と黒い娘が全裸で抱き合っている絵）と『眠れる美女』との関連に言及していたことに触れ、クールベが「一個の眼」と評され、「夢の世界へ、あるいは、世界を満たす生命へと開かれている」只中の眠る女がクールベの重要なモチーフであること（阿部良雄の評）を鑑み、「赤い帷に蔽われて洞穴めいた空間の中」で目覚める娘が、まだ寝ている娘を起そうとしている『目醒め』や、『まどろむ糸つむぎ女』『死女の化粧』など、クールベと川端の主題との共通性を指摘しながら、『片腕』論で前衛画家との関連が論じられたように、『眠れる美女』と絵画との関係の研究展望を示唆している。
瀧田夏樹は、「枯れはてた老人に化けて、禁断の場所に潜入し、性の冒険を試みる江口老人のあり方」には、三島由紀夫の『禁色』の主人公・檜俊輔の「耽美的執念」を思わせ、江口の「“由夫”という名もなにか気にかかる」とし、『禁色』が発表された当時、川端が〈禁色は驚くべき作品です〉と三島に伝え、〈しかし西洋へ行かれればまた新しい世界がひらけると思ひます〉と勧めている手紙に触れて、この〈西洋〉で、「川端は何を云おうとしたのだろうか」と述べている。
森本穫は、平山城児や小林芳仁、中嶋展子らが、作中で江口老人が〈昔の説話〉〈遊女や妖婦が仏の化身だつたといふ話〉〈秘仏〉といった仏教的なものに言及していることから『十訓抄』の説話「性空上人見現身普賢菩薩事」「神崎君詠歌往生極楽事」や、謡曲『江口』との関わりを指摘していることを敷衍し、こうした古典の舞台の「江口」「神崎」「蟹島」が川端の生誕地付近の淀川べりの湊であることも考え合わせ、「普賢菩薩へと化した遊女と、西行や性空上人といった男性僧との対比」が『眠れる美女』の構想になったとし、そういった「色欲に悩む男を救う遊女が仏の化身であった」という物語のテーマに、川端自身の「根源的な願い」が込められていると考察し、また、川端と交流のあった石本正の絵の「裸婦」に触発された可能性も推察している。
そして森本は、江口老人が己の中の〈魔界〉を自覚しながら、〈眠れる美女〉らのぬくもりの側で死ぬことを願うが、少女の方が死んでしまうという予期せぬ事態と、それに続く宿の女の非情の言葉により、初めてこの館が「非人間そのものの家であることを体験」するとし、そんな場所に自ら赴いていた江口自身も「人間性の一切を喪失した」ことを知ると解説している。

## 代筆疑惑
西法太郎によれば、近年では『眠れる美女』は三島由紀夫が代筆した作品であるという説を唱えている者もあり、元文藝春秋編集長・堤堯などをはじめ、文壇・出版界にその説は根強くあるとされる。
板坂剛も三島代筆の可能性に言及し、安藤武が『眠れる美女』の原稿を見た時、綺麗な字で書かれていたため、これは川端の字ではないと言ったとしている。

## おもな収録刊行本

### 単行本
- 『眠れる美女』（新潮社、1961年11月30日） NCID BN07563073
  - 四六判。函入。150頁
- 原稿復刻版『眠れる美女』（ほるぷ出版 名作自選日本近代文学館、1972年12月1日）
  - B4判。函入。別冊解説：長谷川泉「『眠れる美女』解説」
  - ※ 原稿は大半が遺されていて、初出誌連載の第6回、第16回、第17回の3回分を除いた14回分がそのままに復刻された[4]。ちなみに、初出発表誌では各回の文末に「つづく」と付されていたが、この川端の原稿では、第3回、第7回、第11回から第15回までの原稿文末に「つづく」とある以外、他の回には記されていない[4]。
- 文庫版『眠れる美女』（新潮文庫、1967年11月25日。改版1991年8月30日）
  - カバー装幀：平山郁夫。解説：三島由紀夫
  - 収録作品：「眠れる美女」「片腕」「散りぬるを」
- 少女の文学 1『眠れる美女』（プチグラパブリッシング、2008年6月20日）
  - 写真：新津保建秀。イメージモデル：多部未華子
- 英文版『House of the Sleeping Beauties, and Other Stories』〈訳：エドワード・サイデンステッカー〉（Kodansha International Ltd.、1969年。改版1980年、新装版2004年）
  - 前文解説（Introduction）：三島由紀夫
  - 収録作品：眠れる美女（House of the Sleeping Beauties）、片腕（One Arm）、禽獣（Of Birds and Beasts）

### 音声資料
- 朗読CD・〈声を便りに〉オーディオブック『眠れる美女』（響林社、2012年10月1日）
  - CD4枚（4時間51分35秒）。朗読：wis

### 全集
- 『川端康成全集第11巻 みづうみ・眠れる美女』（新潮社、1969年6月25日）
  - カバー題字：松井如流。菊判変形。函入。口絵写真2葉：著者小影、光琳牡丹絵皿（尾形光琳）
  - 収録作品：「みづうみ」「故郷」「あの国この国」「弓浦市」「並木」「船遊女」「古里の音」「眠れる美女」「呉清源棋談」
- 『川端康成全集第18巻 小説18』（新潮社、1980年3月20日）
  - カバー題字：東山魁夷。四六判。函入。
  - 月報：中村光夫「川端文学の特質」「『みづうみ』と『眠れる美女』」。川端秀子「川端康成の思い出（二）」
  - 収録作品：「みづうみ」「眠れる美女」「古都」「たんぽぽ」

## 派生作品・オマージュ作品
※出典は
- 眠れる美女の飛行（ガルシア・マルケス、1982年）
- 白河夜船（吉本ばなな、1988年12月）
- 娼年（石田衣良、2001年7月）
- わが悲しき娼婦たちの思い出（ガルシア・マルケス、2004年10月）
- ミーナの行進（小川洋子、2005年2月 - 12月）
- 眠れる美男（李昂 (小説家)（中国語版）、2017年10月）

## 映画化
- 『眠れる美女』（近代映画協会） 96分。
  - 1968年（昭和43年）1月31日封切。
  - 監督：吉村公三郎。脚本：新藤兼人。製作：絲屋寿雄、高島道吉。撮影：佐藤昌道。美術：薩本尚武。音楽：池野成
  - 出演：田村高廣、香山美子、殿山泰司、中原早苗、松岡きっこ、山岡久乃、八木昌子、北沢彪

- 『オディールの夏』Le Sourire（1994年、フランス映画） 90分。
  - 1995年（平成7年）10月7日封切。配給：ヘラルド・エース＝日本ヘラルド
  - 監督・脚本：クロード・ミレール。撮影：ギヨーム・シフマン。音楽：ピエール・ボシュロン、アントワーヌ・オヴリエ、ヴァンサン・グレン。制作：アニー・ミレール、ジャン＝ルイ・リヴィ
  - 出演：エマニュエル・セニエ (オディール)、ジャン＝ピエール・マリエル、リシャール・ボーランジェ、シャンタル・バンリエ、ナディア・ヴァレンタン、ジャン＝ポール・ボネール、ベルナール・ヴェルレー

- 『眠れる美女』（横山博人プロダクション、ユーロスペース） 110分。
  - 1995年（平成7年）10月14日封切。
  - 監督：横山博人。脚本：石堂淑朗。製作：青木勝彦、小泉駿一、神田敏夫、横内正昭、小林尚武。企画：石川博、江尻京子。撮影：羽生義昌。美術：小澤秀高。編集：浦岡敬一。音楽：松村禎三。アートプロデュース：今村力。助監督：久保裕
  - 出演：原田芳雄、大西結花、吉行和子、福田義之、鰐淵晴子、観世栄夫、長門裕之、松尾貴史、石堂淑朗
  - ※ 『山の音』と融合させたストーリー。

- 『眠れる美女』Das Haus der schlafenden Schönen（ドイツ映画） 103分。
  - 2007年（平成19年）12月15日封切（製作は2005年）。
  - 監督・脚本・製作：ヴァディム・グロヴナ。撮影：シロ・カッペラッリ。美術：ペーター・ヴェーバー。音楽：ニコラウス・グロヴナ、ジギー・ミュラー
  - 出演：ヴァディム・グロヴナ（エドモンド）、マクシミリアン・シェル（コーギ）、アンゲラ・ヴィンクラー（マダム）、ビロル・ユーネル（ゴルト）、モナ・グラス（秘書）、マリーナ・ヴァイス（メイド）、ベンヤミン・チャブック（バラード歌手）、ペーター・ルッパ（牧師）

- 『スリーピング ビューティー/禁断の悦び』Sleeping Beauty （オーストラリア映画） 101分。
  - 2011年（平成23年）11月5日封切。
  - 監督・脚本：ジュリア・リー。製作：ジェシカ・ブレントノール。製作総指揮：ティム・ホワイト、アラン・カーディ、ジェイミー・ヒルトン。撮影：ジェフリー・シンプソン。プロダクションデザイン：アニー・ビーチャム。衣装デザイン：シャリーン・ベリンジャー。編集：ニック・マイヤーズ。音楽：ベン・フロスト。提供：ジェーン・カンピオン
  - 出演：エミリー・ブラウニング（ルーシー）、レイチェル・ブレイク（クララ）、ユエン・レスリー（バードマン）、ピーター・キャロル、クリス・ヘイウッド、ヒュー・キース・バーン

## オペラ化
2008年：オペラ『眠れる美女～House of the Sleeping Beauties～』House of the Sleeping Beauties Opera in three Nights
ラ・モネ(ブリュッセル)委託・初演。作曲・台本：クリス・デフォート　演出・台本：ギー・カシアス　台本：マリアンネ・ファン・ケルクホーフェン　振付：シディ・ラルビ・シェルカウイ
- ラ・モネ公演キャスト：オマール・エイブライム(バリトン・老人)、バーバラ・ハニガン (ソプラノ・女)、Susanne Duwe, Alice Foccroulle, Susanne Hawkins, Els Mondelaers (コーラス) 演奏：ASKO|Schönberg CD: Fuga Libra
- 日本公演キャスト：オマール・エイブライム (バリトン・老人)、カトリン・バルツ (ソプラノ・女)、長塚京三 (俳優・老人)、原田美枝子 (俳優・館の女主人)、伊藤郁女 (ダンサー)　2016年12月10、11日、東京文化会館開館55周年・日本ベルギー友好150周年記念